# Clepsis anderslaneyii
Clepsis anderslaneyii es una especie de polilla del género Clepsis, categorizada en la tribu Archipini, de la subfamilia Tortricinae.

## Distribución
Se distribuye por Estados Unidos.

## Taxonomía
Fue descrita por Dombroskie & Brown en 2009 y publicada en (Clepsis), Proc. ent. Soc. Wash. 111: 770.